# Puberty 2
Puberty 2 é o quarto álbum de estúdio da cantora e compositora nipo-americana Mitski, lançado em 17 de junho de 2016, o primeiro lançado pela Dead Oceans. Após seu lançamento, Puberty 2 recebeu grande aclamação dos críticos musicais, com muitos elogiando a entrega emocional de Mitski e os temas liricamente complexos, que incluem desejo, amor, tristeza e identidade racial. O álbum foi precedido pelo single principal "Your Best American Girl" em 1º de março de 2016, juntamente com o anúncio do álbum, e pelo segundo single "Happy" em 3 de maio de 2016. Um videoclipe para "A Burning Hill" foi lançado em 11 de outubro de 2016, seguido por uma turnê pela América do Norte e Europa.

## Antecedentes e gravação
Em uma sessão de perguntas e respostas com o Stereogum sobre Puberty 2, Mitski afirmou que após o sucesso de seu terceiro álbum de estúdio, Bury Me at Makeout Creek, ela se sentiu desconectada da música e que "voltou às suas raízes" ao gravar Puberty 2, inspirando-se nas composições de todos os seus três álbuns de estúdio anteriores. Ela também afirmou que, ao contrário de seu álbum anterior, Bury Me at Makeout Creek, as músicas de Puberty 2 não seriam feitas com a intenção de serem tocadas ao vivo, e em vez disso ela criaria novas versões das músicas para esse fim. O álbum foi gravado inteiramente no extinto Acme Studios em Westchester, Nova York, durante um período de duas semanas com o produtor e colaborador de longa data Patrick Hyland. O CD lançado no Japão contém covers bônus de músicas do One Direction e de Frank Sinatra. 

## Recepção crítica
Puberty 2 foi lançado com grande aclamação dos críticos musicais. No Metacritic o álbum recebeu uma pontuação média de 87, com base em 22 avaliações, indicando "aclamação universal".  Os críticos elogiaram a trajetória emocional mais contida e cheia de nuances do álbum, bem como seus temas líricos complexos, que incluem desejo, amor, tristeza e identidade racial. Laura Snapes, da NPR, comentou sobre a sutileza do álbum, escrevendo que Puberty 2 "é um ataque contra os polos de felicidade e tristeza que governam nossas vidas". Katie Rife, do The AV Club, considerou-o "um novo passo triunfante na evolução da cantora".

## Lista de músicas
| N.º            | Título                                   | Duração |  |
| 1.             | "Happy"                                  | 3:40    |  |
| 2.             | "Dan the Dancer"                         | 2:25    |  |
| 3.             | "Once More to See You"                   | 3:01    |  |
| 4.             | "Fireworks"                              | 2:37    |  |
| 5.             | "Your Best American Girl"                | 3:32    |  |
| 6.             | "I Bet on Losing Dogs"                   | 2:50    |  |
| 7.             | "My Body's Made of Crushed Little Stars" | 1:56    |  |
| 8.             | "Thursday Girl"                          | 3:08    |  |
| 9.             | "A Loving Feeling"                       | 1:32    |  |
| 10.            | "Crack Baby"                             | 4:52    |  |
| 11.            | "A Burning Hill"                         | 1:49    |  |
| Duração total: | Duração total:                           | 31:25   |  |

Faixas bônus do CD japonês 
| N.º            | Título                   | Duração |  |
| 12.            | "Fireproof"              | 1:49    |  |
| 13.            | "I'm a Fool to Want You" | 3:49    |  |
| Duração total: | Duração total:           | 37:03   |  |

## Composição
The New York Times rotulou o som de Puberty 2 como "uma coleção impressionante de punk DIY e indie rock". De acordo com a Jillian Mapes do Pitchfork, a composição de Puberty 2 contém música emo de segunda mão, "dream pop melancólico", "eletrônicos fervorosos", "folk-punk bruscamente dedilhado", surf music, e "muitas sensações do pop dos anos sessenta". Mapes também notou que a entrega dos vocais da Mitski no álbum passaram por diferentes "modos", incluindo "privação de direitos inexpressada, R&B suave, dream pop cantarolado, súplicas ofegantes, [e] parede de harmonias (consigo mesma)".
1. ↑  Caramanica, Jon (June 2, 2016). «Mitski's 'Puberty 2' Mines Her Scars for Raw Meaning». The New York Times. ISSN 0362-4331. Consultado em October 16, 2016 Verifique data em: |acessodata=, |data= (ajuda)